# 齊邦媛
齊邦媛（1924年2月19日—2024年3月28日），臺灣作家、學者，生於遼寧鐵嶺。
齊邦媛畢業於武漢大學外文系，師從朱光潛，吳宓。1947年赴台，受聘為臺灣大學外文系助教。1969年，創辦中興大學外文系並任系主任。1972-1977年，任職國立編譯館，期間推動國民中學的國文教科書改革，剔除政治色彩濃厚的文章，加入楊逵、黃春明、楊喚等台灣作家的作品。1977-1988年，專任臺大外文系教授，退休後獲頒聘為名譽教授。1992-1999年，主編《中華民國筆會季刊》。2009年，出版自傳《巨流河》，在中文世界引發廣大迴響。
齊邦媛70年代起致力於將臺灣文學英譯推介到西方世界，被譽為「臺灣文學的知音」。2009年，獲頒第5屆總統文化獎。2014年，獲第34屆行政院文化獎。2015年，獲馬英九總統頒一等景星勳章。

## 生平
1924年元宵節，齊邦媛出生於遼寧省鐵嶺縣范家屯。1925年，父親齊世英自德國留學歸國，而後參加郭松齡倒戈反張作霖之役失敗，開始流亡。1930年，隨母親離開故鄉东北，到南京與父親團圓。1934年，因肺病被送往北京的「西山療養院」治療，一年後回到南京。
1937年，「七七事變」，八年對日抗戰開始，齊家隨著東北中山中學的師生，一路由南京，經蕪湖、漢口、湘鄉、桂林、懷遠，逃難至四川重慶。齊邦媛就讀重慶南開中學。1943年，考入位於四川樂山的武漢大學哲學系，一年後轉入外文系。師承朱光潛、吳宓，曾上過戴鎦齡、田德望、繆朗山等先生的課。1947年，大學畢業。經馬廷英介紹，渡海至臺灣，受聘為國立臺灣大學外文系助教。歷經饒餘威、王國華、英千里3位主任，錢歌川、丁燮林、沈剛伯3位文學院院長，陸志鴻、莊長恭、傅斯年3位校長。
1948年，與羅裕昌於武大校友會相遇相戀，10月返回上海由父母主持，在新天安堂基督教會結婚。婚後回台。1950年，隨夫遷往臺中，一住17年，之後陸續生下3子。1953年，至臺中一中教高中英文，至1958年。
1956年，考取美國國務院傅爾布萊特計畫（Fulbright Exchange Teachers' Program）獎助，到美國進修、訪問。1958年，至台灣省立農學院（現為中興大學）任講師，教大一英文。1959年，兼任當時位於臺中縣霧峰鄉的故宮博物院英文秘書，至1965年。1961年，至靜宜女子文理學院（現為靜宜大學），教美國文學。1967年，隨夫調差，遷往台北。第二次考取傅尔布莱特计划赴美，先到位於印第安納州的聖瑪麗學院教授中國文學，到了1968年初，至印第安納大學進修比較文學。1969年，返台創辦國立中興大學外文系，出任新成立的外文系系主任，歷時3年半。1970年，開始在臺大外文系兼任教授，講授文學院高級英文課程。
1972年，出任國立編譯館人文社會組主任，推動英譯《中國現代文學選集》（An Anthology of Contemporary Chinese Literature），該書選錄1949年~1974年，在台灣出版的現代詩、散文及短篇小說，1975年，由西雅圖華盛頓大學出版。而後兼任教科書組主任，推動國民中學的國文教科書改革，剔除政治色彩濃厚的文章，加入當代的台灣文學作品，如黃春明的小說《魚》。亦負責編簒西方文化經典及「現代化叢書」。
1977年，臺大外文系專任，講授英國文學史、高級英文、翻譯等課。在臺大文學院研究所講授「高級英文」課程期間，黃俊傑、陳萬益、呂興昌、陳芳明、杜正勝、林瑞明等都是她的學生。1978年，參加中華民國筆會（Taipei Chinese Center, International P.E.N.）。赴瑞典參加國際筆會年會（International PEN）。1982年，至美國舊金山州立大學講授一學期臺灣的「中國現代文學」。至紐約聖約翰大學參加中國現代文學研討會，首次遇到來自大陸的中國作家。1985年，至德國柏林自由大學任客座教授，講授臺灣文學。赴英國牛津大學參加國際文化研討會。回台後遭逢車禍，重傷，調養一年。
1988年，自臺大外文系退休。次年臺大頒贈名譽教授位。1992年，接《中華民國筆會季刊》主編，將台灣當代文學英譯推介到國際，為台灣文學在國際上發聲，至1999年。1993年，齊邦媛得到中國文藝協會頒發的中國文藝獎章榮譽獎章的散文創作獎。
1996年，參與哥倫比亞大學出版社的《台灣現代華語文學》（Modern Chinese Literature from Taiwan）英譯計畫，此計畫出版了王禎和的《玫瑰玫瑰我愛你》、鄭清文的《三腳馬》、朱天文的《荒人手記》、李喬的《寒夜》、黃春明的《蘋果的滋味》等人的作品，至2009年已出書30本。
1998年，公開呼籲「國家文學館」必須獨自設館，給文學一個「家」，引起媒體與政府的關注。2003年，「國家台灣文學館」正式於台南成立。
1999年，赴北京參加南開中學四三班的同學聚會。2001年，「九一八」紀念七十週年回故鄉瀋陽，兄妹四人參加東北中山中學「齊世英紀念圖書館」揭幕典禮。
2005年，搬入林口長庚養生村，歷時4年撰寫回憶錄《巨流河》，於2009年7月出版，引起重大迴響，獲第34屆金鼎獎圖書類非文學獎、第四屆亞洲出版大獎最佳著作獎，後被外譯為英文、德文、日文版本。
2009年，因將台灣文學推向世界文壇，貢獻卓著，獲頒第五屆總統文化獎；中興大學90年校慶，頒贈名譽文學博士學位。2010年，佛光大學頒贈榮譽文學博士學位。2011年，臺灣大學83周年校慶，臺大頒贈榮譽文學博士學位。2014年，獲得行政院文化獎。2015年11月12日，獲馬英九總統頒一等景星勳章。。2019年2月25日，印第安納大學頒贈榮譽文學博士學位，由該校校長親自赴臺灣頒發
2024年3月28日凌晨1時逝世，終年101歲。

## 家庭
父為齊世英，母為裴毓貞，排行家中老二，上有兄長齊振一，下有三個妹妹齊寧媛、齊靜媛及齊星媛。其父齊世英（1899-1987）曾留學日本和德國，創辦東北中山中學及《時與潮》雜誌，行憲後當選東北的立法委員。來台後，1954年遭國民黨以反對黨部提案為由開除黨籍。齊世英支持並參與黨外活動，1960年，與雷震、高玉樹、夏濤聲、李萬居、許世賢、郭雨新共同籌組新的反對黨「中國民主黨」。
夫為羅裕昌，1945年武漢大學電機系畢業，抗戰勝利後來台，任職於台灣鐵路管理局近40年。1950年代開始，統籌建立台鐵的中央行車控制系統（CTC，Central Traffic Control）自動化號誌工程，此後台灣火車進出車站時，站員不必再以人工控制閉塞。1960年11月，完成彰化—臺南段CTC自動號誌，為亞洲最早採用CTC之鐵路。1966年開始，參與國家十大建設，膺任鐵路電氣化計畫工程負責人，將原先燒煤冒煙或柴油機車牽引的火車，改成利用電力運行。1979年，鐵路電氣化工程完成通車，獲頒五等景星勳章。2012年9月20日逝世，享耆壽93歲。

## 作品

### 回憶錄
- . 臺北: 天下文化. 2009.
- . 日本: 株式會社作品社. 2011.
- . 臺北: 天下文化. 2014.

### 散文
- . 臺北: 爾雅出版社. 2004.

### 評論
- . 臺北: 爾雅出版社. 1994.
- . 臺北: 九歌出版社. 1998.

### 主編
- . 西雅圖: 華盛頓大學出版社. 1975.
- . 臺北: 爾雅出版社. 1983～1984.
- . 與殷張蘭熙合編. 於德國慕尼黑出版. 1986.
- . 臺北: 九歌出版社. 1989.
- . 臺北: 天下文化. 1999.
- . 與王德威合編. 布盧明頓: 印第安納大學出版社. 2000.
- . 與王德威合編. 臺北: 麥田出版社. 2004.
- . 臺北: 洪範書店. 2006.

### 演講DVD
- (演讲). 臺北: 國立臺灣大學出版中心. 2006.

### 翻譯
- 林海音. . 殷張蘭熙、齊邦媛英譯. 香港: 香港中文大學. 1992.

## 荣誉
- 二等卿云勋章（2004年10月15日于中華民國总统府颁授[11]）
- 一等景星勋章（2015年11月12日于中華民國总统府颁授[12]）

## 外部連結
- 《初見台大》齊邦媛 自由時報 2002/12/16（上） （页面存档备份，存于）（下） （页面存档备份，存于）
- 《名人對談：白先勇.齊邦媛》 記者王盛弘、賴素鈴 聯合報 2007/08/07 （页面存档备份，存于）
- 《一出手，山河震動》簡媜 聯合報 2009/07/04 （页面存档备份，存于）
- 《齊邦媛 台灣文學的國際推手》 單德興 自由時報 2009/07/07（上） （页面存档备份，存于）（下） （页面存档备份，存于）
- 《巨流河》自序 齊邦媛 人間福報 2009/7/12 （页面存档备份，存于）
- 《齊世英齊邦媛 東北心台灣情》何榮幸、郭石城專訪 中國時報 2009/07/12 （页面存档备份，存于）
- 《巨流河》新書茶會影音 2009/7/17：齊邦媛說 (上)、 （页面存档备份，存于）(中)、 （页面存档备份，存于）(下) （页面存档备份，存于），黃春明說，白先勇說，柯慶明說，隱地說 （页面存档备份，存于），陳芳明說，單德興說，簡媜說
- 《齊邦媛 巨流河縱寫時代史詩》林欣誼 中國時報 2009/07/18 （页面存档备份，存于）
- 《我們為什麼需要知識分子──巨流河齊邦媛的文學不了情》 周慧珠 人間福報2009/7/19 （页面存档备份，存于）
- 《巨河回流》 陳芳明 聯合報 2009/08/03
- 《不廢江河萬古流 ──側寫齊邦媛《巨流河》之誕生》李惠綿 國語日報 2009/08/1 （页面存档备份，存于）
- 《巨流河到啞口海的水勢》林文月 中國時報 2009/09/07 (上) （页面存档备份，存于）(下)  （页面存档备份，存于）
- 《專訪：作家齊邦媛-巨流河滾滾沖刷家國悲情》張殿文 亞洲周刊 2009/10/11 （页面存档备份，存于）
- 齊邦媛獲頒2009年「總統文化獎」致詞影音 2009年11月
- 《台大榮譽教授齊邦媛 拿筆讀詩的東北傲骨》張家齊 TVBS 2009/11/22 （页面存档备份，存于）
- 《如此悲傷 如此愉悅 如此獨特 齊邦媛先生與「巨流河」》王德威 中國時報 2009/11/23(一) （页面存档备份，存于）(二) （页面存档备份，存于）(三) （页面存档备份，存于）(四) （页面存档备份，存于）(五) （页面存档备份，存于）
- 《1949三稜鏡》王鼎鈞 世界新聞網 2009/12/20
- 齊邦媛榮獲2009年金石堂年度風雲人物致詞影音 2009年12月 （页面存档备份，存于）
- 巨流河文學圖景：文本地圖
- 天下文化-巨流河介紹 （页面存档备份，存于）
- 國家圖書館-當代文學史料影像全文系統
- 九歌文學網 （页面存档备份，存于）
- 爾雅典藏館[永久]
- 中華民國筆會（Taipei Chinese Center, International P.E.N.） （页面存档备份，存于）
- 《昨夜雪深幾許》齊邦媛篇-「多少年前的鐘聲」 陳芳明著 印刻文學出版 2008年
- 王德威：〈“如此悲伤，如此愉悦，如此独特”——齐邦媛与《巨流河》 （页面存档备份，存于）〉。